# Leopoldina Naudet
Leopoldina Naudet (Firenze, 13 maggio 1773 – Verona, 17 agosto 1834) è stata una religiosa italiana, fondatrice della congregazione delle sorelle della Sacra Famiglia e venerata come beata dalla Chiesa cattolica.

## Biografia
Nacque a Firenze da Giuseppe, un alto funzionario della corte del granduca Pietro Leopoldo, originario di Soissons, e da Susanna von Arnth, figlia di un ufficiale austriaco.
Perse la madre in tenera età e trascorse l'infanzia, insieme alla sorella Luisa, tra Italia, Austria e Francia.
Dopo la morte del padre, seguì il granduca Pietro Leopoldo (divenuto imperatore) a Vienna e divenne dama di compagnia di sua figlia, l'arciduchessa Maria Anna, residente a Praga.
Leopoldina fu coinvolta nei grandi avvenimenti che attraversarono l'Europa: i moti rivoluzionari e la spinosa questione della soppressione della Compagnia di Gesù (1773) incise notevolmente sulla sua vita. Donna colta e attenta alle trasformazioni in atto, incontrò nel suo cammino persone con le quali costruì un percorso spirituale ed intellettuale di particolare rilevanza. Entrò in contatto con i Padri del S. Cuore, sostenuti dall'ex gesuita padre Giuseppe Varin che, oltre alla riabilitazione dei Gesuiti, riteneva opportuno creare un istituto femminile di spirito ignaziano per l'istruzione delle ragazze. Determinanti furono i colloqui con il direttore spirituale padre Nicolò Diessbach, anche egli un ex gesuita che aveva conosciuto prima a Vienna e a Praga e che la coinvolse nell'apostolato del libro per la diffusione della buona stampa cattolica: il libro, infatti, sarà percepito sempre da Leopoldina come fonte di cultura e, soprattutto, di orientamento verso la formazione spirituale e morale del cristiano.
Altrettanto fondamentale fu il rapporto con l'inquieto confessore Niccolò Paccanari (1773-1820), ispirata dal quale fondò la congregazione delle Dilette di Gesù, suore insegnanti di ispirazione ignaziana (tra le collaboratrici ebbe Maddalena Sofia Barat). Caduto in disgrazia Paccanari, dietro invito del canonico Luigi Pacetti (1761-1819), insigne predicatore e missionario, Leopoldina nel 1807 si trasferisce a Verona con le sue compagne e l'8 maggio 1808 entra nell'ex monastero dei santi Giuseppe e Fidenzio per collaborare con Maddalena di Canossa impegnata in un'opera di educazione per le ragazze povere. In un primo tempo i due gruppi condividono un comune ordinamento sotto la guida della Naudet e in questo periodo (dal 1808 al 1816) Leopoldina trova in Gaspare Bertoni (1777-1853), fondatore degli Stimmatini, una preziosa direzione che l'aiuterà a definire meglio la propria vocazione religiosa. Alla fine del 1811 Leopoldina intraprende un lungo percorso spirituale e nel 1813 inizia a lavorare, con i consigli di Bertoni, sulle Costituzioni da dare a una nuova comunità che per lei deve trovare il proprio modello ispiratore nella Santa Famiglia.
Dopo una convivenza di otto anni, le due donne decidono di separare le proprie strade. Il 9 novembre 1816 Leopoldina si trasferisce presso il convento detto le Terese per dare vita al nuovo Istituto di ispirazione ignaziana, preposta alla formazione delle maestre e all’educazione di ragazze appartenenti delle classi medio alte (Sorelle della Sacra Famiglia). La comunità della Canossa, di più marcata spiritualità vincenziana, si orienta verso le classi povere con l’offerta di un’istruzione di base (Figlie della carità).
Nel maggio del 1819 don Gaspare decide di sospendere la direzione spirituale e Leopoldina comprende di doversi totalmente affidare a Dio (atto di abbandono) e di dover assumere in pienezza la responsabilità delle proprie scelte: un percorso di autonomia nata dalla fiducia che Bertoni ha saputo comunicarle credendo nelle sue capacità e nella bontà della proposta vocazionale.
Evangelizzare le donne e, soprattutto, avviarle a un profondo processo educativo appaiono per Leopoldina, nella società post-rivoluzionaria, imperiosa esigenza culturale e sociale. La scuola, pertanto, diventa per lei non soltanto centro di formazione, ma anche luogo di accoglienza e di spiritualità dove le donne possono incontrarsi, discutere, riflettere, crescere umanamente e spiritualmente. La sua scuola prevedeva due possibilità: una gratuita per le ragazze povere e una a pagamento per le convittrici interne. Per tutte elaborò un piano di studi ampio e articolato che comprendeva lo studio di storia, geografia, aritmetica, grammatica, lingua tedesca e francese, disegno, pittura, economia domestica, dottrina cristiana comprese le storie dell’Antico e del Nuovo Testamento.
La sua grande passione per la buona lettura è stata messa a fondamento dell'ampio progetto di formazione e lei stessa, con scambi di notizie e di riflessioni, ha svolto un ruolo di stimolo e di mediazione culturale, attraverso un'ampia circolazione di testi da divulgare per creare un nuovo tessuto di vita cristiana nel quale l'istruzione costituiva un impegno culturale. Ha apportato, così, un personale contributo alla nascita di un nuovo modello di religiosa, che sa coniugare la vita contemplativa con la dimensione apostolica della vita consacrata. Catechesi ed esercizi spirituali rivolte alle donne completano il quadro educativo: una vera svolta nell'800 per la condizione della donna nella Chiesa.
L'ampliamento delle attività dell'Istituto rivolto all'educazione delle giovani spinge Leopoldina a trasferirsi nel più ampio convento di san Domenico il 17 febbraio 1827. Qualche anno dopo, il 5 maggio del 1833, giunge l'approvazione imperiale della comunità delle Sorelle e il 20 dicembre il riconoscimento di Gregorio XVI. Di lì a pochi mesi, il 17 agosto 1834, Leopoldina muore. Dopo le leggi di soppressione del 1866, le Sorelle acquistano alcuni stabili presso san Giovanni in Valle e vi allestiscono la casa di noviziato e dove ancora oggi ha sede la casa madre.

## Culto
Il suo processo di beatificazione si è aperto nel 1971: il 6 luglio 2007 papa Benedetto XVI ha promulgato il decreto riguardante le virtù eroiche della serva di Dio Leopoldina Naudet, riconoscendole il titolo di venerabile.
La celebrazione di beatificazione, presieduta dal cardinale Angelo Amato, prefetto della Congregazione dei santi, si è tenuta sabato 29 aprile 2017 a Verona nella Chiesa di Sant'Anastasia.